# Дети моей сестры
«Дети моей сестры» (дат. Min søsters børn) или «Племяннички» — художественный фильм 2001 года производства Дании, комедия, снятая режиссёром Томасом Виллумом Йенсеном. Главные роли в этом фильме исполнили Петер Гантцлер, Венке Барфуд, Нильс Ольсен, Лотте Андерсен и другие известные датские киноартисты.
Фильм получил приз Датской киноакадемии, статуэтку Роберта — Robert for årets børne- og familiefilm (Премия Роберта за лучший детский или семейный фильм). Также картина получила призы на различных детских фестивалях. Для режиссёра и актёров фильм стал довольно успешным, всё это породило ряд различных продолжений фильма, например фильм «Племяннички - 2».

## Сюжет
Эрик Лунд — профессор, специализирующийся на детской психологии. Он известен своими передовыми теориями о современных методах воспитания детей. В настоящий момент работа над новой книжкой не спорится, и это позволяет сестре Эрика оставить на попечение ему своих пятерых детей в возрасте от 3 до 17 лет. Сама же она с мужем уезжает отдохнуть в Париж. Кроме того она оставляет Эрику ещё одно поручение — заниматься продажей их дома, так как он совсем уж никуда не годен.
Эрик находится в предвкушении попрактиковаться в детской психологии, ведь он так поднаторел в теории. Но пообщавшись с детьми, Эрик выясняет, что они себя ведут почему-то совсем не так, как в его теориях. Эти хулиганы не хотят его слушаться, ими словно овладела жажда разрушения, и они ведут себя как настоящие террористы.
Дети буквально садятся на шею Эрику. Они видят, что теперь могут круглый день смотреть свой любимый телевизор и постоянно есть свои любимые хот-доги и гамбургеры. К тому же они совсем не хотят, чтобы их старый добрый дом, к которому они так привыкли, был продан. Поэтому они всеми правдами и неправдами пытаются заставить Эрика помочь им восстановить особняк. И так как дядя помогает им во всём, они тоже решают сделать для старого холостяка одно доброе дело — найти ему подружку и женить его на ней.

## В ролях
| Актёр                 | Роль                      |
| --------------------- | ------------------------- |
| Петер Гантцлер        | дядя, профессор Эрик Лунд |
| Венке Барфуд          | Мор                       |
| Нильс Ольсен          | Фар                       |
| Лотте Андерсен        | фру Флинт                 |
| Лассе Баункильде      | Фредерик                  |
| Нил Рёнхольт          | Амали                     |
| Бирте Нойманн         | агент недвижимости        |
| Асгер Рэер            |                           |
| Лена Мария Кристенсен |                           |
| Лаура Кристенсен      |                           |
| Йоахим Кноп           |                           |
| Йепп Каас             |                           |